# Eutrichota levipes
Eutrichota levipes är en tvåvingeart som först beskrevs av Giglio-tos 1893.  Eutrichota levipes ingår i släktet Eutrichota och familjen blomsterflugor. Inga underarter finns listade i Catalogue of Life.